# Arveprinds Frederick (1782)
Lo HDMS Arveprinds Frederick è stato un vascello da 74 cannoni in servizio tra il 1773 e il 1807 nella Reale Marina dei Regni di Danimarca e Norvegia, e tra il 1807 e il 1825 nella Royal Navy britannica.

## Storia
Terza unità delle 11 appartenenti alla classe Prindsesse Sophia Frederica progettata dall'ingegnere navale Henrik Gerner (1742-1787), il vascello da 74 cannoni Arveprinds Frederick fu impostato presso il cantiere navale di Copenaghen il 6 dicembre 1780, varato il 6 giugno 1782 ed entrò in servizio attivo l'anno successivo.
Ridenominato Heir Apparent Frederick fu catturato dalla Royal Navy dopo la battaglia di Copenaghen il 7 settembre 1807, ed arrivò a Portsmouth il 19 novembre dello stesso anno. All'atto della cattura l'armamento era composto da 28 cannoni da 32 libbre, 28 da 18 libbre, 6 da 12 libbre,  12 carronate da 32 libbre e 6 da 18 libbre. L'unità venne lasciata in deposito per un possibile riutilizzo, e fu considerato di mutarne il nome il HMS Cornwall nel 1809, cosa poi non avvenuta. Nel 1810 il vascello venne trasformato in nave prigione e ridenominato Arve Princen, tra il 1812 e il 1814 fu al comando del tenente James Fuller, mentre tra il dicembre 1814 e il gennaio 1815 fu trasformata in nave magazzino per le unità della flotta.  La nave venne venduta a Mr. Freake, per la cifra di 2.410 sterline, il 3 aprile 1817 e subito demolita a Ratcliffe.

### Fonti
1. 1 2 3 4 5 6  Lyon, Winfield 2004, p. 47.
2. 1 2  Tree Decks.
3. 1 2 3  Tree Decks.